# Cercospora zonata
Espèce
Synonymes
- Cercospora fabae Fautrey[2]

Cercospora zonata est une espèce de champignon ascomycètes de la famille des Mycosphaerellaceae, à répartition quasi-cosmopolite.
Ce champignon phytopathogène est responsable d'un maladie cryptogamique qui affecte les cultures de fève et féverolle (Vicia faba), et dont les symptômes peuvent être facilement confondus avec ceux de l'aschochytose (Didymella fabae). Sa gamme d'hôtes semble être limitée au genre Vicia, notamment Vicia faba, Vicia narbonensis et  Vicia sativa,.